# Schorr (cráter)

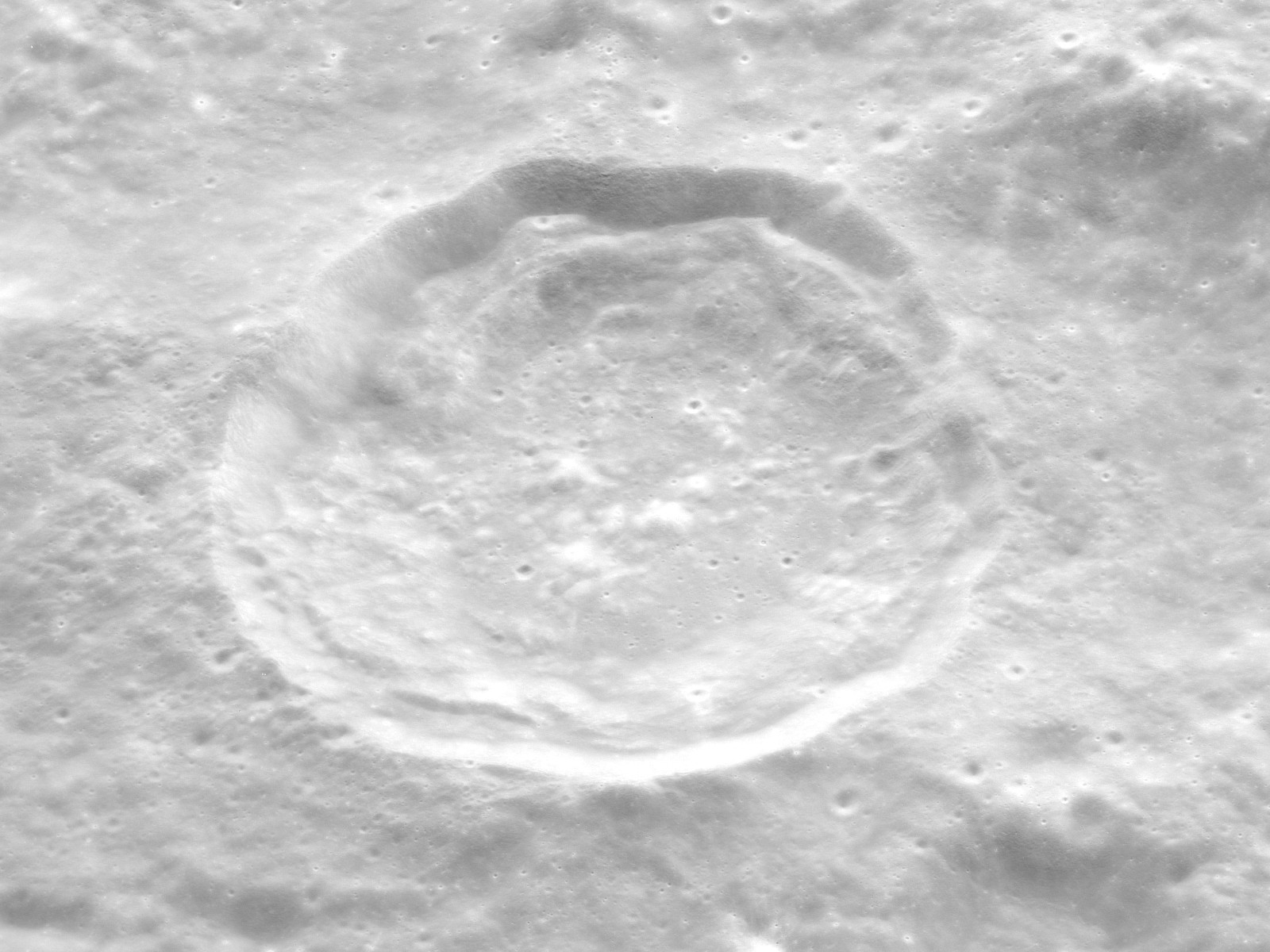
Vista oblicua desde el Apolo 17

Schorr es un cráter de impacto que se encuentra sobre el terminador oriental de la Luna. Desde el Tierra este cráter se ve de lado, lo que limita el detalle que se puede observar. La visibilidad de este cráter también es afectada por la libración de la Luna en su órbita. El cráter se halla justo al noroeste de la llanura amurallada de Curie, y al este-sureste del cráter Gibbs.
Cuando se ve desde naves en órbita, aparece como un cráter circular con un borde exterior que no ha sido significativamente desgastado por la erosión causada por otros impacto. El material en las paredes interiores se ha acumulado en el fondo de los lados inclinados, formando un reborde en algunas partes de la base. El suelo interior es irregular en ciertos lugares, con crestas bajas cruzando partes del fondo. Schorr se introduce ligeramente en el cráter satélite Schorr A, situado al sureste.

## Cráteres satélite

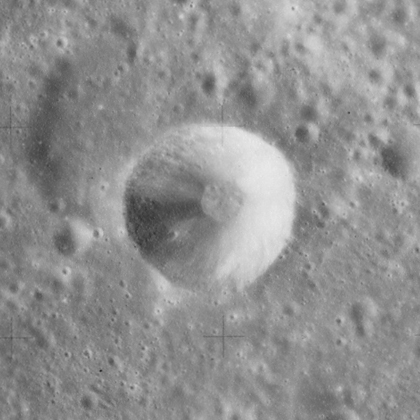
Schorr C. Fotografía de la misión Apolo 15

Por convención estos elementos son identificados en los mapas lunares poniendo la letra en el lado del punto medio del cráter que está más cercano a Schorr.
|        | \| Schorr \| Coordenadas \| Diámetro \| \| ------ \| ----------------------------- \| -------- \| \| A \| 20°30′S 88°24′E / -20.5, 88.4 \| 64 km \| \| B \| 16°30′S 88°30′E / -16.5, 88.5 \| 26 km \| \| C \| 13°30′S 88°12′E / -13.5, 88.2 \| 13 km \| \| D \| 18°36′S 91°12′E / -18.6, 91.2 \| 21 km \| |          |
| Schorr | Coordenadas | Diámetro |
| A      | 20°30′S 88°24′E / -20.5, 88.4 | 64 km    |
| B      | 16°30′S 88°30′E / -16.5, 88.5 | 26 km    |
| C      | 13°30′S 88°12′E / -13.5, 88.2 | 13 km    |
| D      | 18°36′S 91°12′E / -18.6, 91.2 | 21 km    |